# Madsen LAR
Madsen LAR M/62 — датский автомат, разработанный под патроны 7,62x51 мм и 7,62x39 мм; создан на основе автомата Калашникова из лёгких и прочных сплавов и стали, схожих с теми, что использовались в конструкции американского автомата M16. Конструкция автомата схожа не только с автоматом Калашникова, но и с его финской копией Valmet Rk 62 и шведским прототипом GRAM 63.

## Разработка
Разработка автомата «Мадсен» велась одноимённой датской компанией с 1957 года, когда начали производиться автоматические винтовки FN FAL компанией FN Herstal и HK G3 компанией Heckler & Koch. Ранние модели производились под советский патрон 7,62x39 М43 финского образца для нужд финской армии. В 1959 году началось производство автоматов под патрон 7,62x51 мм западных стран. Однако обеспечить продажу автоматов или их поставку каким-то серьёзным покупателям компания не смогла: даже Финляндия, для нужд которой первоначально разрабатывался автомат, предпочла свой отечественный вариант Valmet Rk 62.

## Описание
Madsen LAR действовал по принципу отвода пороховых газов и вёл стрельбу при закрытом затворе. Ствольная коробка изготавливалась из алюминиевого слава, а механизм со спусковым крючком и пистолетная рукоятка прикреплялись снизу отдельно. Слева находился переключатель режимов стрельбы, который позволял вести огонь одиночными выстрелами и непрерывную стрельбу, а также ставил оружие на предохранитель. К коробке прикреплялся либо жёсткий деревянный приклад, либо складной металлический трубкообразный приклад.